# Steatoda nobilis
Steatoda nobilis là một loài nhện trong họ Theridiidae.
Loài này thuộc chi Steatoda. Steatoda nobilis được Tord Tamerlan Teodor Thorell miêu tả năm 1875.

## Hình ảnh

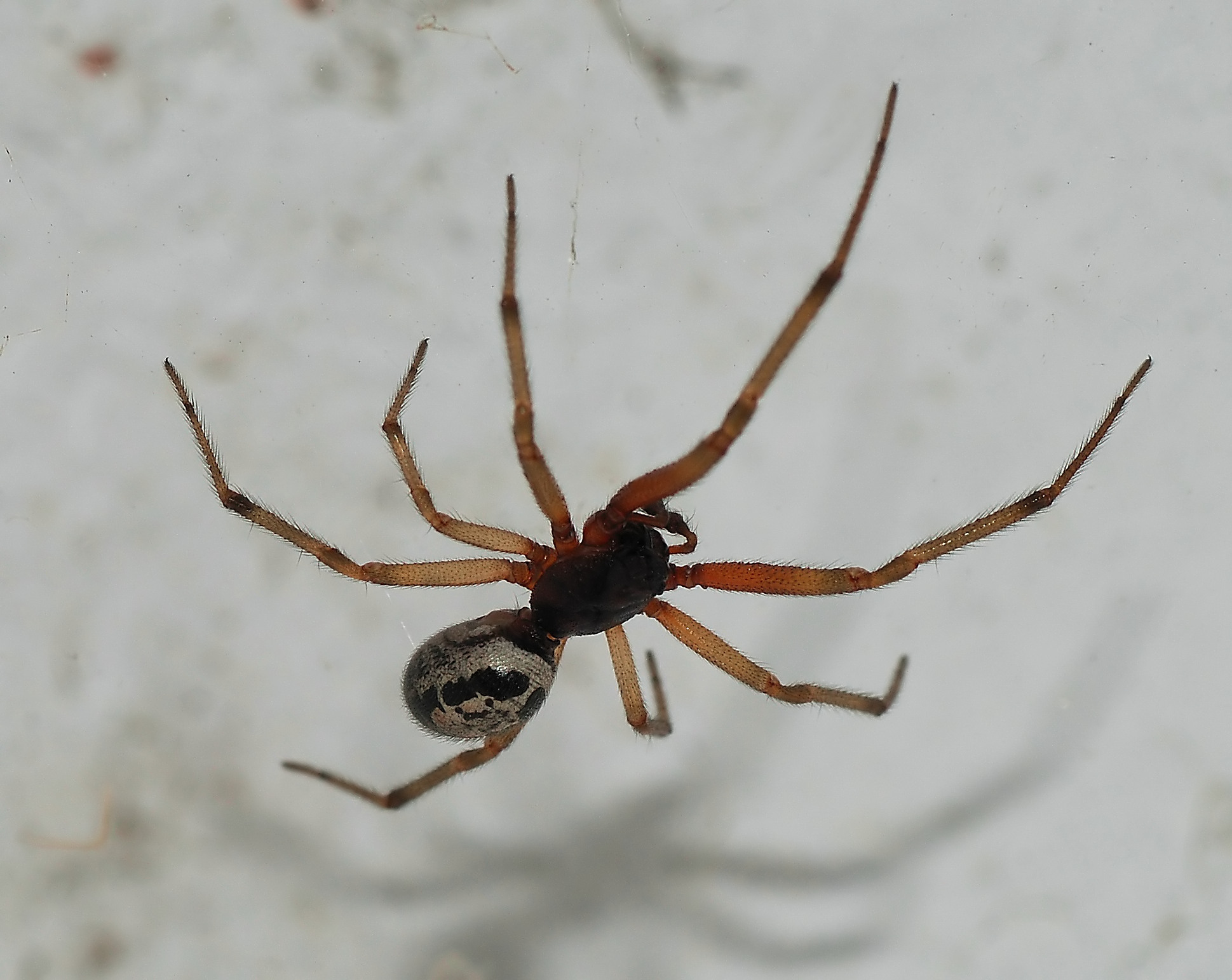
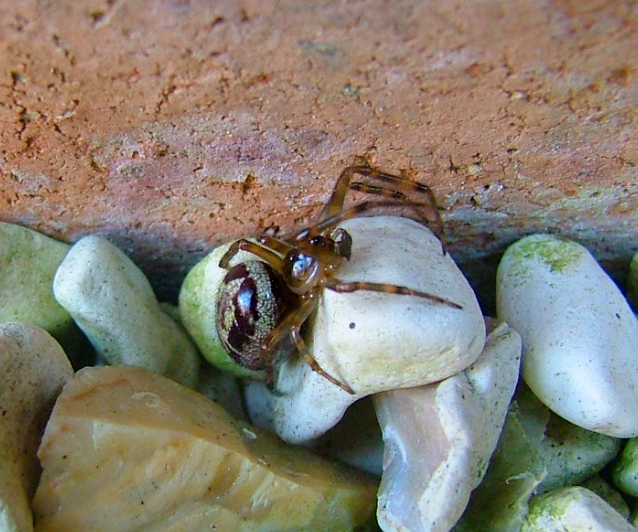
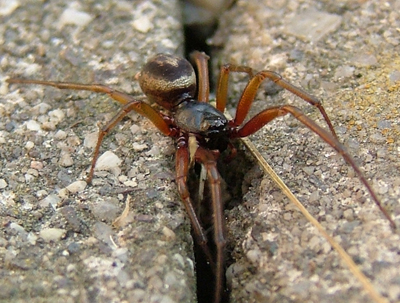
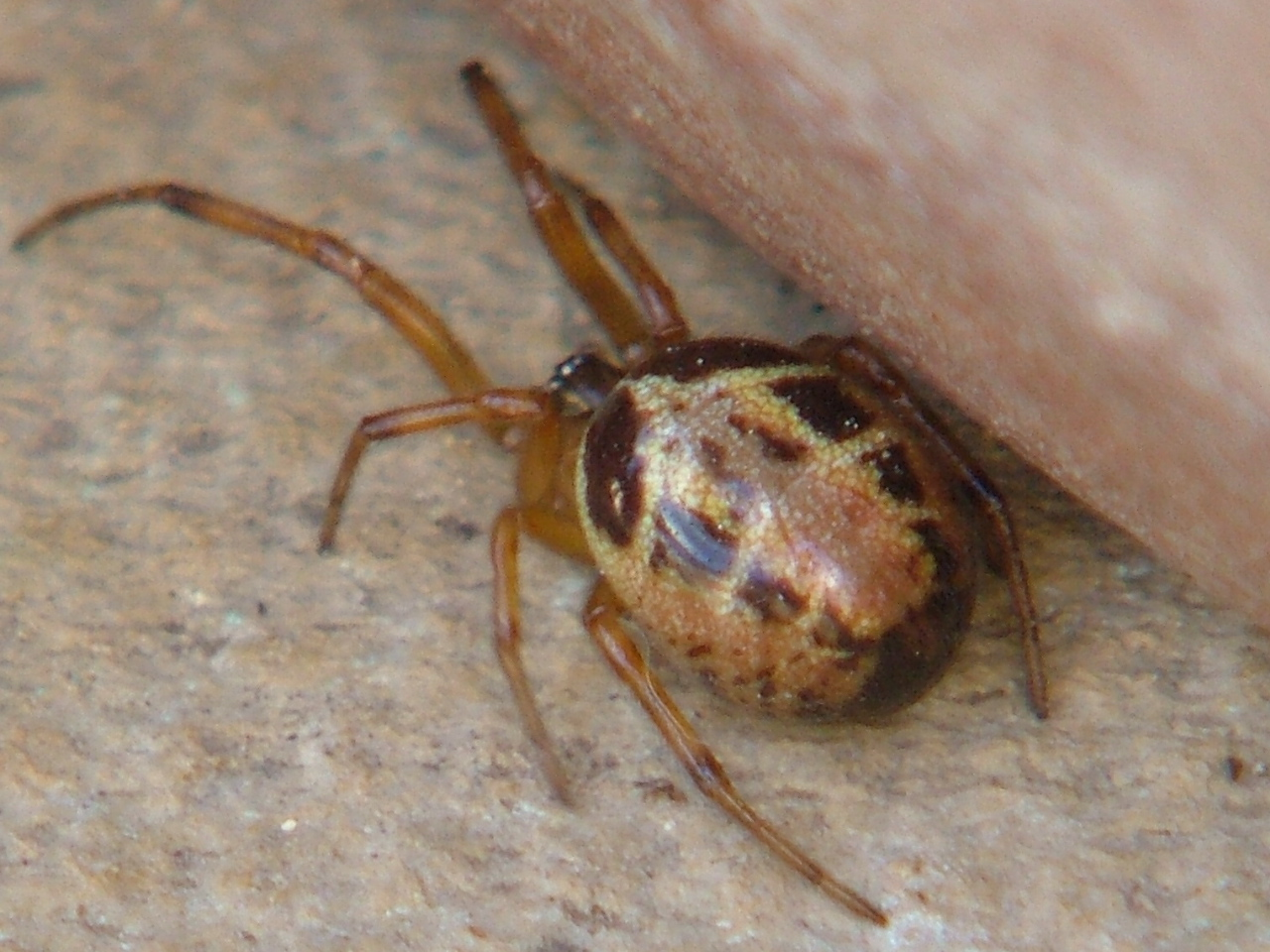